# Rozkaz o komandosach

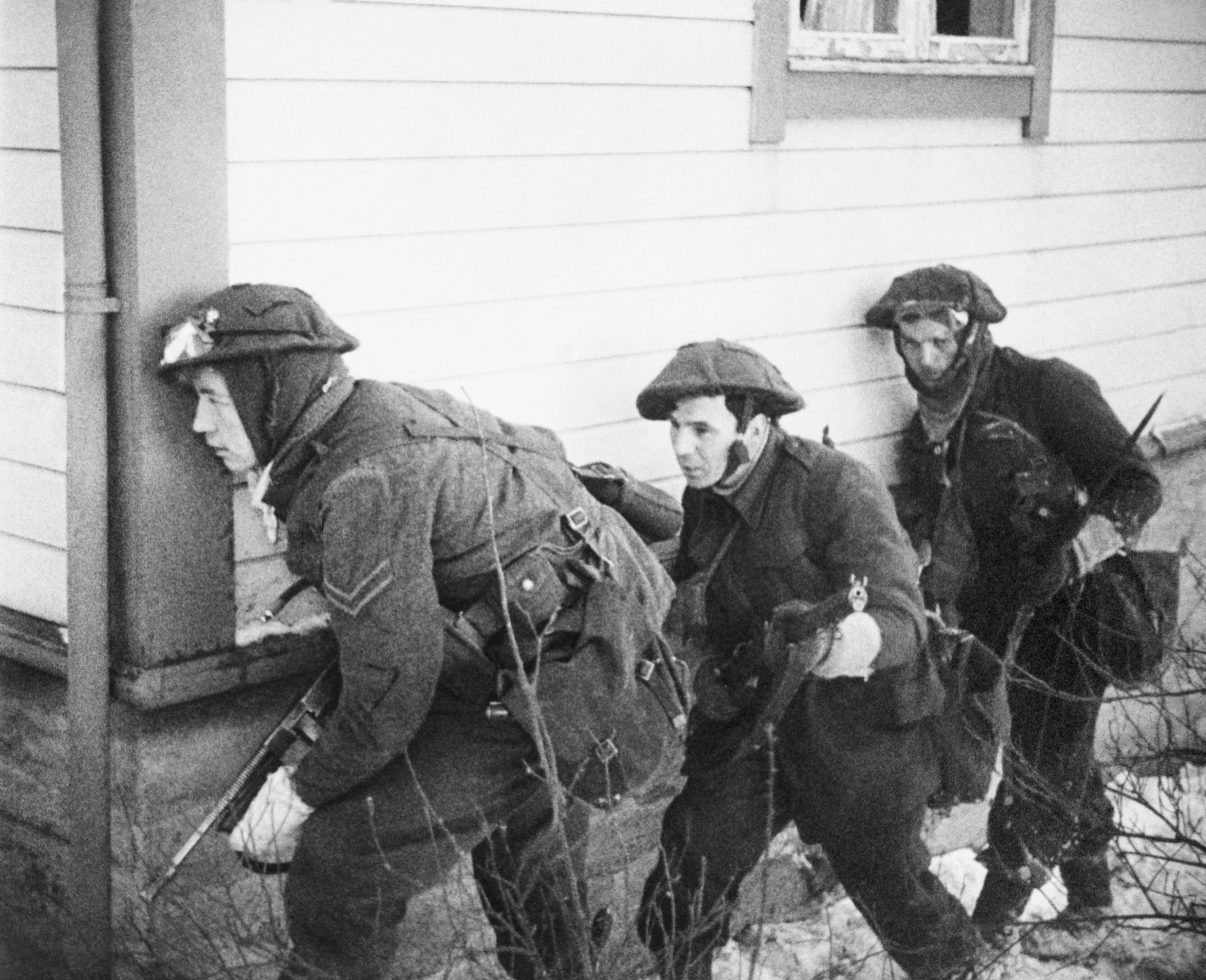
Brytyjscy komandosi w czasie II wojny światowej

Rozkaz Führera nr 003830/42, bardziej znany jako Rozkaz o komandosach (niem. Kommandobefehl) – tajny rozkaz wydany 18 października 1942 roku przez Adolfa Hitlera, który nakazywał bezwzględną fizyczną eliminację wszystkich schwytanych alianckich (głównie brytyjskich) komandosów i spadochroniarzy wykonujących misje dywersyjne i rajdowe na terenie Europy i Afryki. Rażąco naruszał prawo wojenne, w szczególności konwencje haskie i genewskie. Jego wydanie i przypadki realizacji zostały podczas procesów norymberskich uznane za zbrodnie wojenne.

## Podłoże
Organizowane od 1940 roku przez Dowództwo Operacji Połączonych rajdy oddziałów Commando na tereny okupowane przez III Rzeszę były początkowo zakrojone na stosunkowo niewielką skalę i często kończyły się fiaskiem. Począwszy od rajdu na Lofoty (marzec 1941) akcje te były coraz lepiej skoordynowane i przeprowadzane z zaangażowaniem coraz większych środków. Nie tylko przynosiły Niemcom dotkliwe straty, ale też zmuszały ich do utrzymywania w Zachodniej Europie, kosztem frontu wschodniego, nieproporcjonalnie dużych sił. Działania komandosów zintensyfikowały się wraz z końcem 1941 roku, a apogeum nastąpiło w marcu 1942 roku, gdy siłami ponad 600 ludzi i 18 okrętów Brytyjczycy dokonali zuchwałego ataku na suchy dok w Saint-Nazaire.
Jako oficjalne uzasadnienie wydania rozkazu Hitler podał argument nieprzestrzegania konwencji genewskich przez brytyjskich komandosów, których działania nazwał „szczególnie brutalnymi i zdradzieckimi”, a ich samych „częściowo rekrutującymi się spośród kryminalistów”. Wśród metod przez nich stosowanych wymienił związywanie rąk jeńcom oraz ich mordowanie, w chwili gdy stawali się niepotrzebni lub niewygodni. Pretekstu dostarczyli więc sami Brytyjczycy, było to bowiem nawiązanie do incydentów mających miejsce podczas rajdu na Dieppe i operacji Basalt.

### Rajd na Dieppe
Przeprowadzony 19 sierpnia 1942 roku desant w normandzkim porcie Dieppe zakończył się aliancką katastrofą, a większość jego uczestników została zabita lub wzięta do niewoli. Wśród pozostawionych na plażach poległych Niemcy znaleźli 12 ciał własnych żołnierzy, którzy zostali uprzednio pojmani i skrępowani. Ponadto przy schwytanym kanadyjskim pułkowniku znaleziono rozkaz wiązania rąk niemieckim jeńcom, w celu uniemożliwienia im ewentualnego zniszczenia posiadanych przez nich ważnych dokumentów. 2 września Oberkommando der Wehrmacht wydało oświadczenie, że jeśli rozkaz nie zostanie natychmiast odwołany i Brytyjczycy nie zaniechają podobnych praktyk, blisko 2000 wziętych do niewoli uczestników rajdu zostanie następnego dnia zakutych w kajdany. Brytyjskie Ministerstwo Wojny jeszcze tego samego dnia zakomunikowało, że uznaje krępowanie jeńców za sprzeczne z prawem międzynarodowym i jeśli wydanie takiego rozkazu rzeczywiście miało miejsce, zostanie on natychmiast odwołany. Ta szybka reakcja zadowoliła OKW, które już następnego dnia unieważniło instrukcje dotyczące jeńców z Dieppe.

### Rajd na Sark
Wkrótce potem wybuchł jednak kolejny skandal, tym razem za sprawą Operacji Basalt. 3 października 10 brytyjskich komandosów wylądowało nocą na wyspie Sark z zamiarem dokonania rozpoznania i pochwycenia jeńców. Udało się im zaskoczyć i wziąć do niewoli 5 niemieckich saperów, którym w celu uniemożliwienia ucieczki związano ręce. W chwili gdy cała grupa wycofywała się ku morzu, Niemcy podjęli próbę uwolnienia się i w rezultacie 4 z nich zostało zabitych. Niemiecka propaganda nagłośniła incydent, oskarżając komandosów o bandytyzm i mordowanie bezbronnych jeńców. 7 października Hitler zapowiedział w radiowym przemówieniu, że „w przyszłości wszyscy członkowie terrorystycznych i sabotażowych oddziałów Wielkiej Brytanii oraz ich wspólników, którzy działają nie jak żołnierze, ale jak bandyci, będą jako tacy traktowani i bezwzględnie eliminowani w walce, gdziekolwiek się pojawią”. Ponadto następnego dnia Niemcy związali ręce 107 oficerom i 1296 żołnierzom (w większości kanadyjskim) wziętym do niewoli pod Dieppe. Oszczędzono jedynie rannych, personel medyczny i kapelanów. W odpowiedzi Churchill nakazał związać podobną liczbę Niemców przebywających w obozach jenieckich w Kanadzie.

## Treść
Kommandobefehl został wydany 18 października, dwa tygodnie po rajdzie na Sark. Rozkaz miał ściśle tajny charakter i został sporządzony w zaledwie 12 kopiach. Następnego dnia został dostarczony przez Szefa Sztabu Operacyjnego OKW Alfreda Jodla dowódcom najwyższego szczebla wszystkich frontów oraz Heinrichowi Himmlerowi – zwierzchnikowi SS i niemieckiej policji. Na polecenie Wilhelma Keitela Jodl zastrzegł na każdym dokumencie, że „rozkaz ten jest przeznaczony tylko dla dowódców i w żadnym wypadku nie może dostać się w ręce wroga”.
Rozkaz nakazywał w szczególności, że „wszystkich przeciwników wykonujących tzw. misje Kommando na terenie Europy i Afryki – również żołnierzy w mundurach – którzy zostaną pojmani w walce czy też ucieczce, należy wyciąć w pień. Nie ma przy tym różnicy, czy dokonali oni desantu z okrętu, samolotu czy też zostali zrzuceni na spadochronie.” Ponadto nie wolno było dawać im pardonu, nawet gdyby okazywali chęć poddania się. O każdym indywidualnym przypadku likwidacji komandosów na podstawie tego rozkazu należało powiadomić bezpośrednio OKW. W razie gdyby komandosi dostali się w ręce niemieckich sił zbrojnych w inny sposób (np. zostali wcześniej schwytani przez lokalną policję), należało ich niezwłocznie przekazać SD. Zabronione było umieszczanie ich w obozach jenieckich, nawet jeśli miałoby to tylko tymczasowy charakter.
Kommandobefehl nie miał zastosowania do wrogów ujętych w czasie regularnych walk (tj. dużych operacji lądowych, desantowych czy powietrznodesantowych). Wyłączono również przypadki pochwycenia nieprzyjacielskich żołnierzy w wyniku akcji zbrojnych na morzu oraz tych, którzy wyskoczyli z samolotu na spadochronie w celu ratowania własnego życia.
Za niewykonanie rozkazu, działanie wbrew jego literze lub zaniechanie poinformowania o nim swoich podwładnych każdy oficer ponosił odpowiedzialność karną.
Tego samego dnia Hitler wydał specjalny aneks, w którym tłumaczył powody swojego postępowania. Był to jedyny taki przypadek w historii, kiedy Führer wyjaśniał na piśmie, dlaczego wydał taki, a nie inny rozkaz.

Znalazłem się w sytuacji, w której musiałem wydać ostry rozkaz niszczenia grup sabotażowych, a za jego nie wykonywanie będę ciężko karać. (...) Jeszcze w żadnej wojnie nie wykorzystywano takich metod jak teraz (...). Wyniki takich działań są dla nas bardzo ciężkie. Nie wiem czy każdy dowódca zdaje sobie sprawę z tego, że zniszczenie jednej elektrowni powoduje brak wielu ton aluminium, które konieczne jest do budowy samolotów (...). Dla przeciwnika takie walki nie niosą żadnego ryzyka. Zrzucają grupy sabotażowe w mundurach, wyposażając je zarazem w ubranie cywilne, dlatego też mogą raz udawać cywila a kiedy indziej żołnierza. (...) Nie ma jednak wątpliwości, że takie działania są niezgodne z przepisami konwencji genewskiej (...). Oczekuję zatem, że wszyscy dowódcy zrozumieją konieczność takiego postępowania i z całą energią przypilnują wykonywania niniejszego rozkazu.

## Realizacja rozkazu
Na podstawie Kommandobefehl, w latach 1942–1945 likwidowano komandosów oraz członków podobnych alianckich formacji na terenie Francji, Norwegii, Czechosłowacji, Włoch i Bałkanów.
Pierwszymi jego ofiarami było siedmiu brytyjskich oficerów z 2 Commando, pojmanych 21 września 1942 roku podczas rajdu na elektrownię wodną w norweskim Glomfjord (Operacja Musketoon). W chwili jego wydania przebywali w oflagu w Colditz. Wkrótce potem zostali przetransportowani do obozu koncentracyjnego w Sachsenhausen i tam rozstrzelani 23 października.
Norwegia była celem wielu akcji brytyjskich sił specjalnych, stąd Kommandobefehl znalazł częste zastosowane właśnie na terenie tego kraju. Najsłynniejszy przypadek dotyczył uczestników Operacji Freshman. 19 listopada 1942 roku Brytyjczycy przeprowadzili nieudany desant szybowcowy na produkujące ciężką wodę zakłady „Norsk Hydro”. Z 20 saperów, którzy przeżyli katastrofę przewożących ich szybowców Airspeed Horsa, 16 zostało rozstrzelanych w Egersund i Stavanger. 3 kolejni, którzy byli ciężko ranni, zostali zamordowani w szpitalu w Stavanger przez funkcjonariusza Gestapo Wernera Fritza Seelinga (przez wstrzyknięcie śmiertelnej dawki morfiny oraz uduszenie), a 1 zastrzelony.
23 marca 1943 roku w Paryżu przeprowadzono egzekucję czterech członków Royal Marines, którzy wzięli udział w rajdzie na port w Bordeaux (Operacja Frankton). Dwóch innych uczestników tej akcji rozstrzelano cztery miesiące wcześniej, zaraz po ich ujęciu i krótkim przesłuchaniu.
W czerwcu 1944 po lądowaniu Aliantów w Normandii Keitel wydał dyrektywę, która potwierdzała obowiązywanie rozkazu również wobec komandosów schwytanych w toku inwazji poza strefą frontu. Największą jednorazową egzekucją wykonaną na podstawie Kommandobefehl w tym okresie było zgładzenie 33 członków 1 Regimentu SAS w okolicach francuskiej wsi Verrières. Leśne obozowisko ponad 50 komandosów, którzy od 6 czerwca 1944 roku wykonywali na głębokich tyłach wroga działania dywersyjne w ramach Operacji Bulbasket, zostało otoczone 3 lipca przez przeważające siły Niemców. 33 Brytyjczyków zostało pochwyconych podczas próby przebicia się. 30 z nich, wraz z przebywającym wśród nich pilotem USAF zostało rozstrzelanych nieopodal obozu. 3 pozostałych, których jako rannych przetransportowano uprzednio do pobliskiego szpitala, zamordowano za pomocą śmiertelnego zastrzyku.
Na przełomie 1944 i 1945 roku ofiarami rozkazu padło również 10 umundurowanych członków amerykańskiej misji wojskowej OSS na Bałkanach. Zostali oni rozstrzelani z inicjatywy Ernsta Kaltenbrunnera w obozie Mauthausen. Egzekucji dokonał SS-Hauptsturmführer Georg Bachmayer.
Wykonywaniu zbrodniczego rozkazu sprzeciwiała się część niemieckiego wysokiego dowództwa. Nie stosował go m.in. Erwin Rommel wobec brytyjskich komandosów schwytanych podczas walk w Afryce Północnej. Niechęć do Kommandobefehl deklarował po zakończeniu wojny również Albert Kesselring, głównodowodzący sił niemieckich na froncie włoskim. Jednak co najmniej raz podległe mu oddziały dokonały egzekucji pojmanych członków alianckich sił specjalnych: 26 marca 1944 roku zostało rozstrzelanych 15 amerykańskich żołnierzy OSS, którzy dwa dni wcześniej próbowali wysadzić tunele kolejowe na liguryjskim wybrzeżu, którymi Niemcy dostarczali posiłki na Linię Gustawa (Operacja Ginny).

## Powojenne rozliczenie
Rozkaz był wydany ze świadomym i rażącym pogwałceniem międzynarodowego prawa konfliktów zbrojnych. W szczególności łamał art. 23 załącznika do IV konwencji haskiej, który zabrania zabijać lub zadawać rany nieprzyjacielowi, który złożył broń oraz oświadczać, że nikomu nie będzie darowane życie. Stał również w sprzeczności z III konwencją genewską z 1929 roku, która definiowała pojęcie jeńca wojennego i określała sposób jego traktowania.
Oryginał dokumentu z podpisem Hitlera i parafką Alfreda Jodla został przedłożony 7 stycznia 1946 roku Międzynarodowemu Trybunałowi Wojskowemu w Norymberdze przez amerykańskiego oskarżyciela Telforda Taylora. Współudział w jego przygotowaniu był jednym z zarzutów popełnienia zbrodni wojennych postawionych Keitelowi i Jodlowi. Obaj zostali uznani za winnych, skazani na śmierć i powieszeni.
W ostatnim z procesów norymberskich, tzw. procesie wyższego dowództwa, o kluczową rolę w przygotowaniu rozkazu oskarżono także dwóch innych oficerów OKW. Walter Warlimont został skazany w 1948 roku na karę dożywotniego pozbawienia wolności (w 1951 zamieniona na 18 lat; został zwolniony w 1957 roku), a Rudolf Lehmann (sędzia wojskowy i główny prawnik OKW) na 7 lat pozbawienia wolności.
Jednym z nielicznych przykładów rozliczenia dowódców polowych, którzy wykonali zbrodniczy rozkaz, był przypadek generała Antona Dostlera. Był on odpowiedzialny za rozstrzelanie 15 amerykańskich żołnierzy, biorących udział we wspomnianej wcześniej Operacji Ginny. Osobiście podpisał on rozkaz egzekucji Amerykanów i dopilnował jego niezwłocznego wykonania, mimo protestów trzech podwładnych mu oficerów, którzy nie znali treści Kommandobefehl. Wkrótce po zakończeniu działań wojennych Dostler stanął przed amerykańską komisją śledczą, a następnie trybunałem wojskowym. Dostler bronił się, że choć znał treść rozkazu Hitlera, to nie był jego bezpośrednim wykonawcą, bowiem rozkaz zabicia jeńców wydał mu Albert Kesselring, a on sam jedynie przekazał go niżej. Mimo to amerykańscy sędziowie po czterodniowym procesie skazali go na karę śmierci przez rozstrzelanie, uznając, że jego wina jest ewidentna. Wyrok został wykonany 1 grudnia 1945 roku. Był to jedyny w historii przypadek skazania i egzekucji niemieckiego dowódcy przez amerykański wymiar sprawiedliwości za popełnienie zbrodni wojennej. Kesselring, mimo obciążających go wyjaśnień Dostlera, wyparł się udziału w zbrodni. Ostatecznie został on w odrębny procesie skazany w 1947 r. przez brytyjski trybunał wojskowy, lecz za popełnienie innych czynów.
Innym dowódcą wysokiej rangi, którego skazano za zbrodnie wojenne związane z Kommandobefehl był generał Nikolaus von Falkenhorst. Będąc w latach 1940–1944 dowódcą sił niemieckich w Norwegii, odpowiadał za liczne egzekucje brytyjskich i norweskich komandosów oraz członków Special Operations Executive w tym kraju. 2 sierpnia 1946 roku został przez brytyjski trybunał w Brunszwiku uznany winnym 7 z 9 zarzutów popełnienia zbrodni wojennych i skazany na karę śmierci przez rozstrzelanie. 4 listopada zamieniono ją na karę 20 lat pozbawienia wolności. Został zwolniony w 1953 roku z powodu złego stanu zdrowia.